# Louis Mucci
Louis Mucci (13. prosince 1909, Syracuse, New York, USA – 4. ledna 2000) byl americký jazzový trumpetista. 
Od svých deseti let hrál na tenorhorn a o šest let později přešel k trubce. V roce 1937 začal hrát s Redem Norvem, později s Glennem Millerem a Bobem Chesterem. V letech 1943 až 1946 působil v armádě. Během své kariéry spolupracoval s mnoha dalšími hudebníky, mezi něž patří například Thad Jones, Charles Mingus, Miles Davis, Helen Merrill a Kenny Burrell.